# 萬貴
万贵（？—1474年），明朝外戚，明宪宗万贵妃的父亲，山东诸城县人。
万贵为县吏，宣德年间因犯法被发配顺天府霸州，万贵妃四岁时，被选入宫充当孙太后的宫女。女儿被封为贵妃后，曾任锦衣卫指挥使。万贵谨慎检点，每当接受赏赐时，都面带忧虑，说：“我从一名属官小吏起家，出身行伍，蒙受天子的恩德，成为皇亲国戚，子孙都得以做官。福分过多就会滋生灾祸，不知最终会有什么结局啊。”当时万贵妃正专宠后宫，万贵的儿子万喜担任指挥使，与弟弟万通、万达等人一起骄横跋扈。万贵每每看到儿子们随意挥霍赏赐之物，就告诫他们说：“官府赏赐的东西，都有登记在册。日后要是再奉命索取，你们将会犯下重罪。” 儿子们笑他迂腐。成化十年（1474年），万贵去世，朝廷赐予的丧葬财物和祭祀礼仪都十分优厚。宪宗去世后，谏官弹劾万氏家族。明孝宗于是剥夺了万喜等人的官职，全部追回了朝廷赐予的封诰和内库财物，正如万贵生前曾担忧过的那样。